# Цихов
Цихов (њем. Zichow) општина је у њемачкој савезној држави Бранденбург. Једно је од 34 општинска средишта округа Укермарк. Према процјени из 2010. у општини је живјело 645 становника. Посједује регионалну шифру (AGS) 12073645.

## Географски и демографски подаци
Цихов се налази у савезној држави Бранденбург у округу Укермарк. Општина се налази на надморској висини од 65 метара. Површина општине износи 32,2 km². У самом мјесту је, према процјени из 2010. године, живјело 645 становника. Просјечна густина становништва износи 20 становника/km².